# Silvia Ghelan
Silvia Ghelan (ur. 25 października 1924 w Klużu, zm. 17 marca 2019) – rumuńska aktorka.
W latach 1948–1996 występowała w Teatrze Narodowym w Klużu, którego 1971-1972 była współdyrektorem. Grała role tragiczne i komediowe, m.in. Solange - Maszyna do pisania i Leonia - Les parents terribles Jeana Cocteau, Caesonia - Kaligula Alberta Camusa, Klitajmestra - Ifigenia w Aulidzie Eurypidesa, Anisia - Potęga ciemnoty Lwa Tołstoja. Poza tym grała w filmach (m.in. Serata 1971 i Întoarcerea lui Vodă Lăpușneanu 1983 Malviny Ursianu, Intunericul alb 1983 Andrei Blaiera.